# Riverside Stadium
Il Riverside Stadium è il principale impianto sportivo di Middlesbrough, in Inghilterra. Ospita le partite del Middlesbrough dal 1995, anno di chiusura del vecchio Ayresome Park. La sua capacità è 34 000 posti, tutti a sedere. La sua struttura consente, però, un eventuale ampliamento fino a 42 000 posti.

## Dettagli

### Records
- Record spettatori presenti: 35 000 Inghilterra contro Slovacchia, 11 giugno 2003, (qualificazioni Euro 2004)
- Record spettatori presenti (Middlesbrough FC): 34 836 contro Norwich City, 28 dicembre 2004 (FA Premier League)

## Galleria d’immagini

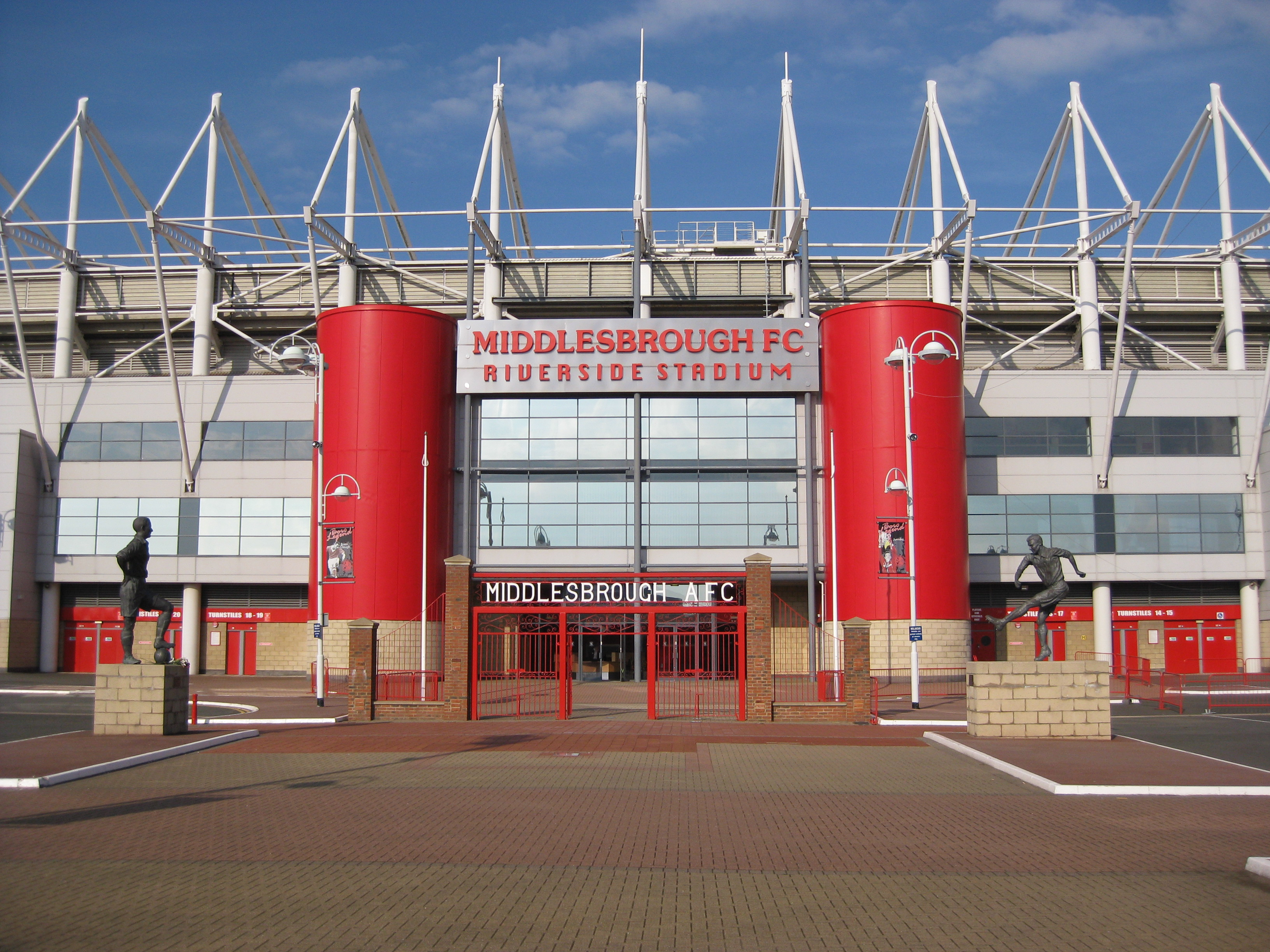

### Media spettatori
Tutti i dati riguardano solo la Premier League.
| Stagione | Spettatori |
| -------- | ---------- |
| 2002–03  | 31 025     |
| 2003–04  | 30 398     |
| 2004–05  | 32 012     |
| 2005–06  | 28 463     |
| 2006–07  | 26 092     |
| 2007–08  | 26 657     |
| 2008–09  | 28 428     |